# Institución de las Letras Catalanas
La Institución de las Letras Catalanas (en catalán, Institució de les Lletres Catalanes) fue una entidad de la Generalidad de Cataluña, fundada en 1937 que reunía durante la guerra civil los intelectuales catalanes fieles a la República. Su antecedente inmediato fue la Agrupación de Escritores Catalanes fundada en 1936.
El presidente de la Institución fue Josep Pous, el vicepresidente Carles Riba, y los secretarios Francesc Trabal y Anna Murià. Sus actividades hasta el final de la guerra comprendieron la organización de premios literarios, de emisiones de radio, de servicios de bibliotecas en el frente y de publicaciones como la Revista de Catalunya o como una colección con obras de Carles Riba, Mercè Rodoreda y Ferran Soldevila entre otros.
Con la derrota republicana, la institución dejó de funcionar y, pronto, la Fundación Ramon Llull, creada en el exilio en marzo de 1939, asumió sus funciones.
En 1987 el Parlamento de Cataluña aprobó por ley la creación de una entidad autónoma vinculada al Departamento de Cultura de la Generalidad de Cataluña que, con el mismo nombre de Institución de las Letras Catalanas, tiene por objetivo velar por la promoción de las obras de los autores catalanes y difundir el patrimonio literario propio. Actualmente (2019) su director es Oriol Ponsatí-Murla.
La Institución de las Letras Catalanas ha elaborado y mantiene la base de datos del Quién es quién en las letras catalanas.